# Do As Infinity "ETERNAL FLAME"〜10th Anniversary〜in Nippon Budokan
『Do As Infinity "ETERNAL FLAME"〜10th Anniversary〜in Nippon Budokan』（ドゥ・アズ・インフィニティ・エターナル・フレーム・テンス・アニバーサリー・イン・ニッポン・ブドウカン）は、日本のロックバンド・Do As Infinityが2010年5月5日にavex traxから発売した16枚目の映像作品である。

## 内容
前作『Do The Clips』『Do As Infinity FREE LIVE -FREE SOUL! FREE SPIRITS!-』から約1年3ヶ月ぶり、『Do As Infinity -Final-』以来の2枚組ライブビデオ。また、今作は日本のみならず台湾と香港でも発売された。
2009年11月29日に日本武道館で開催された、メジャーデビュー10周年記念ライブ『Do As Infinity "ETERNAL FLAME"〜10th Anniversary』の模様が収録されている。ディスク2には特典としてメンバーとステージプロデューサーによるオーディオコメンタリー付きでリハーサルから公演当日までのメイキング映像が収録された。

## 収録映像曲

### Disc 1
本編
1. BREAK OF DAWN
2. 最後のGAME
3. Perfect World
4. 遠くまで
5. 陽のあたる坂道
6. Wings
7. Desire
8. 10W40
9. sell…
10. ETERNAL FLAME
11. 焔
12. 名もなき革命
13. ナイター
14. 生まれゆくものたちへ
15. 10th Anniversary Medley
  1. 深い森
  2. Heart
  3. Yesterday & Today
  4. rumble fish
  5. Oasis
  6. 真実の詩
  7. 楽園
  8. 魔法の言葉〜Would you marry me?〜
  9. 柊
  10. Week!
  11. For the future
16. 徒然なるままに
17. under the sun
18. 冒険者たち
19. One or Eight
20. 本日ハ晴天ナリ
21. We are.

### Disc 2
アンコール
1. 僕たちの10th Anniversary
2. 君がいない未来
3. Piece Of Your Heart
4. SUMMER DAYS

ダブルアンコール
1. Tangerine Dream

## 参加ミュージシャン
Do As Infinity
- 伴都美子：Vocal
- 大渡亮：Guitar & Chorus

Support Member
- 岡本陽一：Bass
- 佐藤大剛：Guitar
- 高瀬順：Keyboards
- 松本淳：Drums
- NanaN.：Percussion & Chorus